# كأس الخليج العربي 17
أقيمت بطولة كأس الخليج السابعة عشر في دولة قطر، من تاريخ 10 ديسمبر 2004 إلى تاريخ 24 ديسمبر 2004، وتعد هذه الدورة هي الأكبر من حيث المشاركة، فقد شارك فيها ثمانية منتخبات (بسبب عودة العراق للبطولة بعد حرمانه منها بعد غزو العراق للكويت عام 1990)، وقد أقيمت البطولة بنظام المجموعتين، ويتأهل أول وثاني المجموعة، وقد أقيمت المباريات لأول مرة في تاريخ دورات الخليج على ملعبين، وهما استاد السد واستاد الريان.
و قد فاز بلقب هذه البطولة منتخب قطر لكرة القدم، وحصل العماني عماد الحوسني على لقب هداف الدورة برصيد أربعة أهداف، بينما نال لقب أفضل لاعب في البطولة البحريني طلال يوسف، فيما حافظ الحارس العماني علي الحبسي على جائزة أفضل حارس في الدورة.

## الفرق المشاركة
- قطر(الدولة المستضيفة)
- السعودية (حامل اللقب)
- الكويت
- العراق
- البحرين
- الإمارات العربية المتحدة
- عمان
- اليمن

## المباريات

### المجموعة الأولى
| الفريق                   | نقاط | لعب | فاز | تعادل | خسر | له | عليه | فارق |
| ------------------------ | ---- | --- | --- | ----- | --- | -- | ---- | ---- |
| عمان                     | 6    | 3   | 2   | 0     | 1   | 6  | 4    | +2   |
| قطر                      | 5    | 3   | 1   | 2     | 0   | 7  | 6    | +1   |
| الإمارات العربية المتحدة | 2    | 3   | 0   | 2     | 1   | 4  | 5    | −1   |
| العراق                   | 2    | 3   | 0   | 2     | 1   | 5  | 7    | −2   |

| قطر                | 2:2 | الإمارات                        |
| ------------------ | --- | ------------------------------- |
| وليد جاسم وسام رزق |     | سبيت خاطر ضربة جزاء إسماعيل مطر |

| عمان                    | 1:3 | العراق     |
| ----------------------- | --- | ---------- |
| عماد الحوسني خليفه عايل |     | رزاق فرحان |

| عمان                 | 1:2 | الإمارات  |
| -------------------- | --- | --------- |
| حسن مظفر بدر الميمني |     | فهد مسعود |

| قطر                                     | 3:3 | العراق                               |
| --------------------------------------- | --- | ------------------------------------ |
| بلال محمد وليد جاسم ضربة جزاء وليد جاسم |     | رزاق فرحان نشأت أكرم حيدر عبد الأمير |

| الإمارات  | 1:1 | العراق             |
| --------- | --- | ------------------ |
| فيصل خليل |     | قصي منير ضربة جزاء |

| قطر                     | 1:2 | عمان            |
| ----------------------- | --- | --------------- |
| سعد سطام سيد علي البشير |     | عبد الله كامونه |

### المجموعة الثانية
| الفريق   | نقاط | لعب | فاز | تعادل | خسر | له | ع | فارق |
| -------- | ---- | --- | --- | ----- | --- | -- | - | ---- |
| الكويت   | 7    | 3   | 2   | 1     | 0   | 6  | 3 | +3   |
| البحرين  | 5    | 3   | 1   | 2     | 0   | 5  | 2 | +3   |
| السعودية | 3    | 3   | 1   | 0     | 2   | 4  | 5 | −1   |
| اليمن    | 1    | 3   | 0   | 1     | 2   | 2  | 7 | −5   |

| البحرين   | 1:1 | اليمن     |
| --------- | --- | --------- |
| طلال يوسف |     | ناصر غازي |

| الكويت               | 1:2 | السعودية      |
| -------------------- | --- | ------------- |
| مساعد ندا بدر المطوع |     | ياسر القحطاني |

| الكويت    | 1:1 | البحرين  |
| --------- | --- | -------- |
| محمد جراغ |     | حسين علي |

| السعودية                             | 0:2 | اليمن |
| ------------------------------------ | --- | ----- |
| مرزوق العتيبي إبراهيم سويد ضربة جزاء |     |       |

| الكويت                            | 0:3 | اليمن |
| --------------------------------- | --- | ----- |
| بشار عبد الله بدر المطوع فرج لهيب |     |       |

| البحرين                                | 0:3 | السعودية |
| -------------------------------------- | --- | -------- |
| عبد الله المرزوقي سلمان عيسى طلال يوسف |     |          |

## الدور النصف نهائي
| عمان                                  | 2:3 | البحرين              |
| ------------------------------------- | --- | -------------------- |
| عماد الحوسني بدر الميمني عماد الحوسني |     | محمود جلال دعيج ناصر |

| قطر                                | 0:2 | الكويت |
| ---------------------------------- | --- | ------ |
| سيد علي البشير ناصر كميل ضربة جزاء |     |        |

## تحديد المركز الثالث والرابع
| البحرين                                    | 1:3 | الكويت   |
| ------------------------------------------ | --- | -------- |
| مساعد ندا خطأ في مرماه علاء حبيل دعيج ناصر |     | صقر خضير |

## المباراة النهائية
| قطر      | 5:6 بضربات الجزاء | عمان        |
| -------- | ----------------- | ----------- |
| وسام رزق |                   | بدر الميمني |

## ترتيب الهدافين
أربعة أهداف
- عماد الحوسني

ثلاثة أهداف
- وليد جاسم
- بدر الميمني

هدفين
- رزاق فرحان
- بدر المطوع
- طلال يوسف
- سيد علي البشير
- دعيج ناصر
- وسام رزق

هدف واحد
- إسماعيل مطر
- سبيت خاطر
- خليفه عايل
- حسن مظفر
- فهد مسعود
- بلال محمد
- نشأت أكرم
- حيدر عبد الأمير
- فيصل خليل
- قصي منير
- سعد سطام
- عبد الله كامونه
- ناصر غازي
- مساعد ندا
- ياسر القحطاني
- محمد جراغ
- حسين علي
- مرزوق العتيبي
- إبراهيم سويد
- بشار عبد الله
- فرج لهيب
- عبد الله المرزوقي
- سلمان عيسى
- محمود جلال
- ناصر كميل
- علاء حبيل
- صقر خضير

هدف في مرماه
- مساعد ندا

## المصدر
الموقع الرسمي لكأس الخليج  نسخة محفوظة 5 فبراير 2018 على موقع واي باك مشين.